# Treffrin
Treffrin [tʁɛfʁɛ̃] est une commune française située dans le département des Côtes-d'Armor, en région Bretagne.

## Géographie
La commune fait partie du territoire breton traditionnel du pays Fisel. Elle est située dans le Kreiz Breizh, dans le département des Côtes-d'Armor (mais à la limite de celui du Finistère), juste à l'est de Carhaix dont elle est une commune limitrophe.

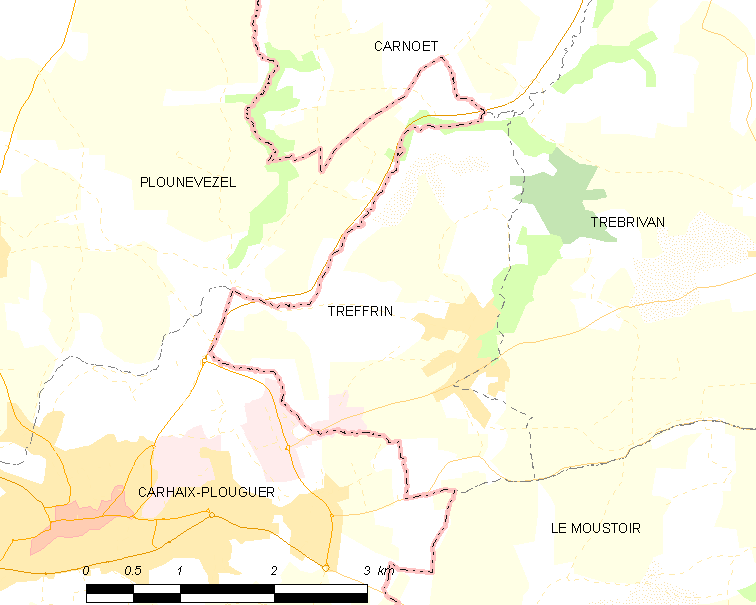
Carte de la commune de Treffrin.

| Plounévézel Finistère      | Carnoët  |             |
|                            | Treffrin | Trébrivan   |
| Carhaix-Plouguer Finistère |          | Le Moustoir |

Le finage de Treffrin est limité à l'ouest par le cours de l'Hyères, qui la sépare de Plounévézel, et au sud-ouest par un petit affluent de rive gauche de l'Hyères, qui la sépare de Carhaix. Les altitudes vont de 172 mètres pour les points les plus hauts situés à l'est du bourg à 85 mètres pour le point le plus bas, situé dans la vallée de l'Hyères, près du pont gaulois et de la chapelle Sainte-Catherine, situés en Plounévézel. Le bourg de Treffrin, excentré dans la partie est du territoire communal, est vers 160 mètres d'altitude ; ce bourg en est à peine un, formé traditionnellement seulement de quelques maisons autour de l'église, même si un habitat pavillonnaire de type rurbain s'est développé ces dernières décennies, principalement au sud du bourg, en raison de la proximité avec la ville de Carhaix.
Le paysage agraire traditionnel est celui du bocage avec un habitat dispersé en écarts formés de hameaux et de fermes isolées.
L'extrême ouest du territoire communal est traversé par la voie ferrée Carhaix-Guingamp et par la D 787 (ancienne Route nationale 787) qui va aussi de Carhaix à Guingamp.

### Hydrographie
Pour un article plus général, voir Réseau hydrographique des Côtes-d'Armor.
La commune est située dans le bassin Loire-Bretagne. Elle est drainée par l'Hyère et un autre petit cours d'eau,.
L'Hyère, d'une longueur de 48 km, prend sa source dans la commune de Callac et se jette  dans l'Aulne en limite de Spézet et de Cléden-Poher, après avoir traversé 15 communes.  Les caractéristiques hydrologiques de l'Hyère sont données par la station hydrologique située sur la commune de Trébrivan. Le débit moyen mensuel est de 4,5 m3/s. Le débit moyen journalier maximum est de 56 m3/s, atteint lors de la crue du 26 janvier 1995. Le débit instantané maximal est quant à lui de 81,5 m3/s, atteint le 12 décembre 2000.

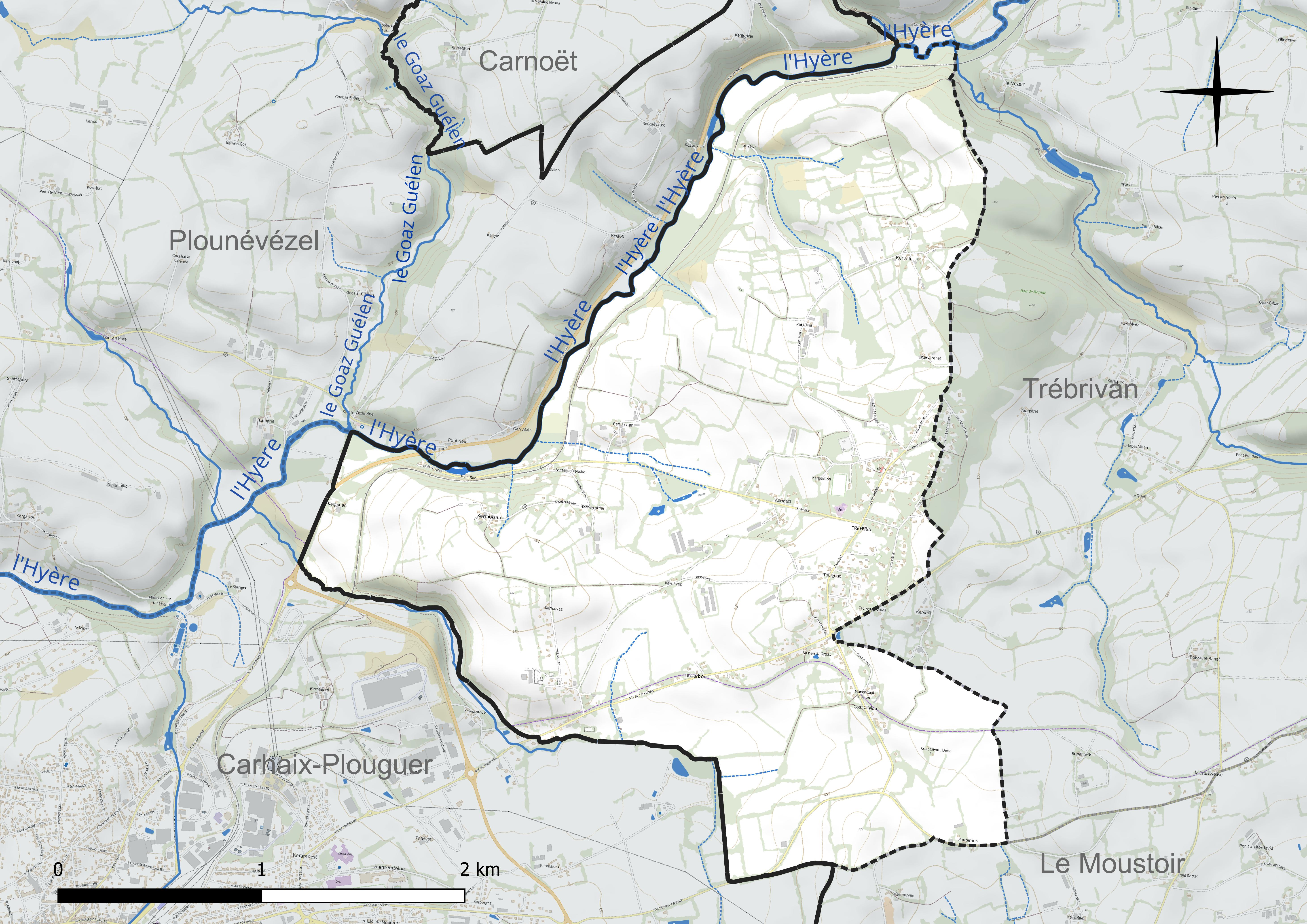
Réseau hydrographique de Treffrin.

### Climat
Pour des articles plus généraux, voir Climat de la Bretagne et Climat des Côtes-d'Armor.
En 2010, le climat de la commune est de type climat océanique franc, selon une étude du CNRS s'appuyant sur une série de données couvrant la période 1971-2000. En 2020, Météo-France publie une typologie des climats de la France métropolitaine dans laquelle la commune est exposée à un climat océanique et est dans la région climatique  Finistère nord, caractérisée par une pluviométrie élevée, des températures douces en hiver (6 °C), fraîches en été et des vents forts. Parallèlement l'observatoire de l'environnement en Bretagne publie en 2020 un zonage climatique de la région Bretagne, s'appuyant sur des données de Météo-France de 2009. La commune est, selon ce zonage, dans la zone « Monts d'Arrée », avec des hivers froids, peu de chaleurs et de fortes pluies.  
Pour la période 1971-2000, la température annuelle moyenne est de 10,9 °C, avec  une amplitude thermique annuelle de 11,5 °C. Le cumul annuel moyen de précipitations est de 1 073 mm, avec 16 jours de précipitations en janvier et 8,4 jours en juillet. Pour la période 1991-2020, la température moyenne annuelle observée sur la station météorologique la plus proche, située sur la commune de Carhaix-Plouguer à 4 km à vol d'oiseau, est de 11,4 °C et le cumul annuel moyen de précipitations est de 1 112,4 mm,. Pour l'avenir, les paramètres climatiques de la commune estimés pour 2050 selon différents scénarios d’émission de gaz à effet de serre sont consultables sur un site dédié publié par Météo-France en novembre 2022.

## Urbanisme

### Typologie
Au 1er janvier 2024, Treffrin est catégorisée commune rurale à habitat dispersé, selon la nouvelle grille communale de densité à 7 niveaux définie par l'Insee en 2022.
Elle appartient à l'unité urbaine de Carhaix-Plouguer, une agglomération inter-départementale dont elle est une commune de la banlieue,. Par ailleurs la commune fait partie de l'aire d'attraction de Carhaix-Plouguer, dont elle est une commune de la couronne,. Cette aire, qui regroupe 18 communes, est catégorisée dans les aires de moins de 50 000 habitants,.

### Occupation des sols
L'occupation des sols de la commune, telle qu'elle ressort de la base de données européenne d’occupation biophysique des sols Corine Land Cover (CLC), est marquée par l'importance des territoires agricoles (89,7 % en 2018), en augmentation par rapport à 1990 (84 %). La répartition détaillée en 2018 est la suivante : 
zones agricoles hétérogènes (44,6 %), terres arables (37,5 %), zones urbanisées (9,1 %), prairies (7,6 %), forêts (1,2 %). L'évolution de l’occupation des sols de la commune et de ses infrastructures peut être observée sur les différentes représentations cartographiques du territoire : la carte de Cassini (XVIIIe siècle), la carte d'état-major (1820-1866) et les cartes ou photos aériennes de l'IGN pour la période actuelle (1950 à aujourd'hui).

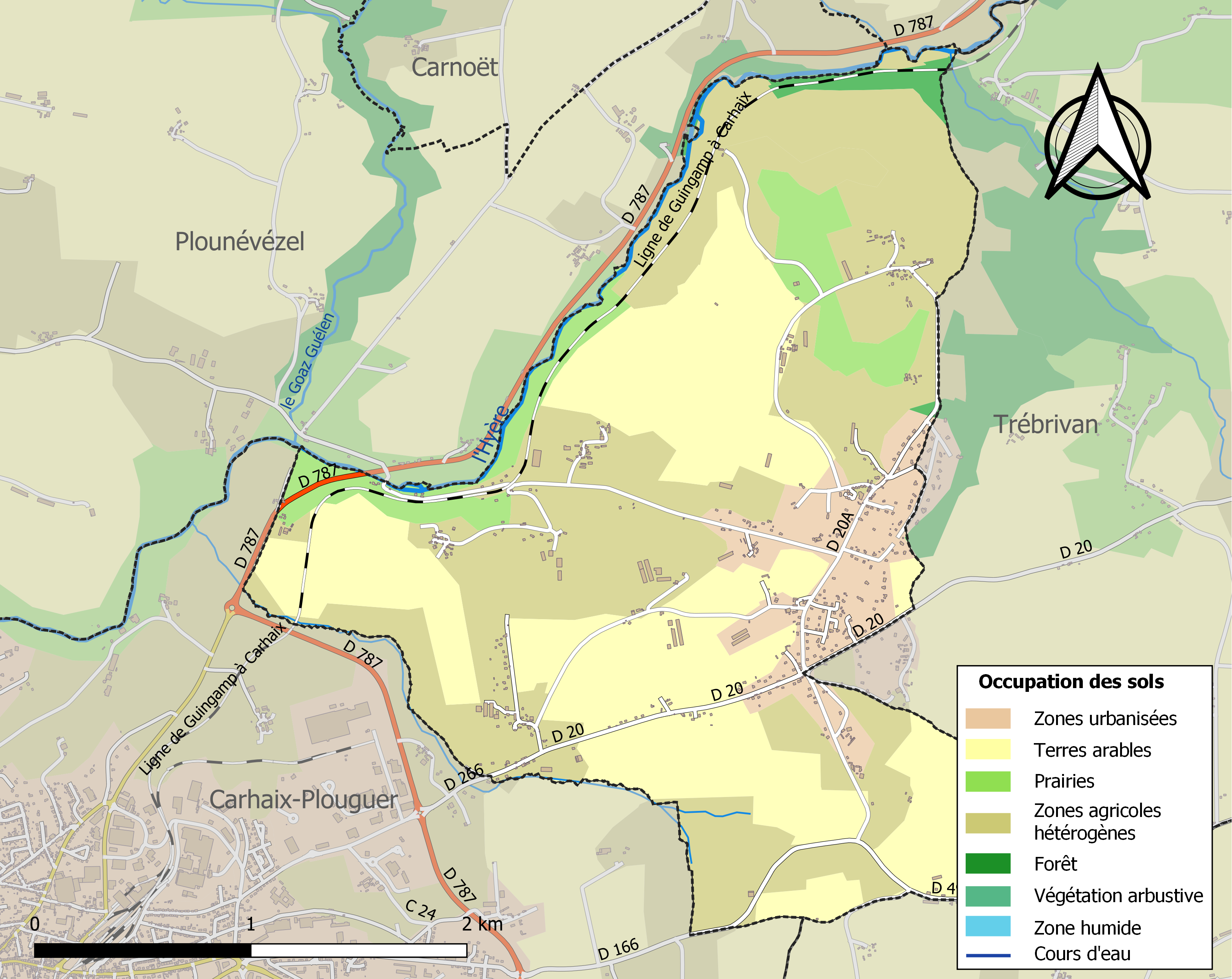
Carte des infrastructures et de l'occupation des sols de la commune en 2018 (CLC).

## Toponymie
Le nom de la localité est attesté sous les formes Trefvrin en 1383, Treffrin en 1614, Treffvrin au début du XVIIe siècle.
Treffrin vient du breton treb (village) et brin (colline) signifiant le « village de la colline ».

## Histoire

### Antiquité
La voie romaine allant de Vorgium à Alet sépare cette commune de celle du Moustoir. Des traces d'un camp romain ont été retrouvées à Kermoisan, ainsi que les fondations de deux tours en maçonnerie, qui sont postérieures à ce camp.

### Moyen-Âge
La chapelle de Notre-Dame de Treffrin est mentionnée en 1383 sur une indulgence papale.
L'église Notre-Dame, en forme de tau, porte la date de 1580. Son porche date de 1582 : « richement décoré, il contient les statues des Douze Apôtres placées dans des niches dont les socles et les dais sont variés et délicatement sculptés. La charpente et le lambris sont de 1690, mais les frises ou bandeaux sculptés sont du siècle précédent (...) ». Cette église, sauf le porche qui a été conservé, a été détruite lors de la construction de l'église Saint-Louis en 1893.

### Époque moderne

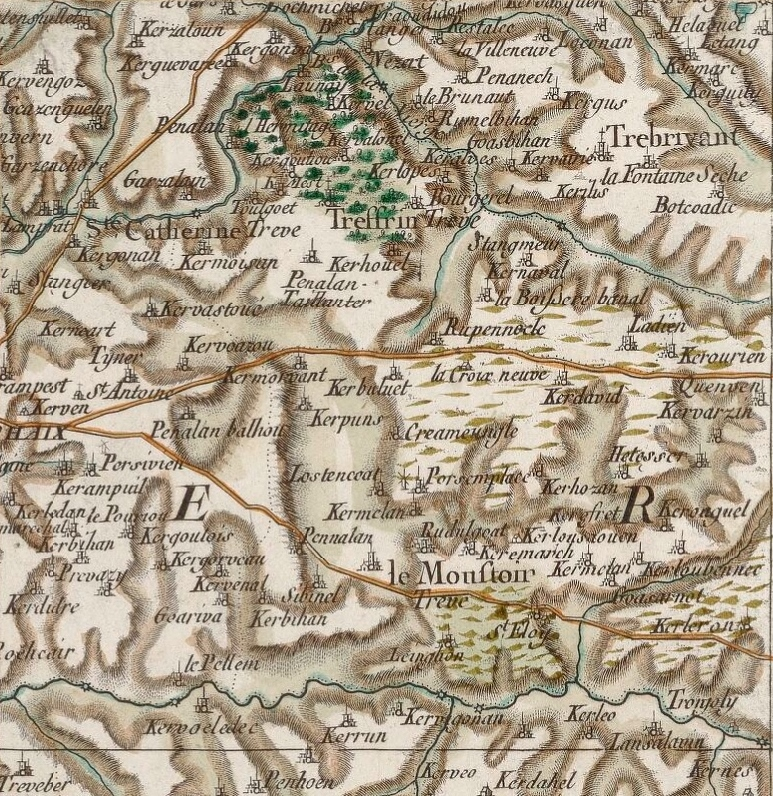
Carte de Cassini de Trébrivan, Treffrin et Le Moustoir (1787).

Le château de Toulgoët (Toulgoat) était aux XVIe et XVIIIe siècles habité par la famille Le Gogal de Toulgoët (par exemple par Louis Joseph Le Gogal, puis par son fils Bertrand Louis Le Gogal, avocat à la Cour).
Quelques ruines de l'ancien château de Toulgoët (Toulgoat) subsistaient encore à la fin du XIXe siècle.
La famille de Pestivien, seigneur du dit lieu en Pestivien était aussi seigneur de plusieurs autres lieux dont le manoir de Coëtcliviou en Treffrin.

### Révolution française
L'ancienne trève de Treffrin, qui dépendait de la paroisse de Plouguer, est supprimée en 1791 par l'Assemblée constituante : « Il n'y aura, pour la ville de Carhaix et les campagnes environnantes, qu'une seule paroisse, qui sera desservie sous l'invocation de saint Trémeur, dans l'église ci-devant collégiale de cette ville. La paroisse de Plounévézel, Sainte-Catherine sa succursale, ainsi que les succursales de Saint-Quijeau et Treffrin sont supprimées et réunies à la paroisse de Carhaix ; l'église de Plounévézel et celle de Treffrin sont conservées comme oratoires ». Cette paroisse fut ensuite rattachée à celle de Trébrivan lorsque la commune, créée en 1790, fut rattachée au département des Côtes-du-Nord. La paroisse fut rétablie par la suite.

### LeXIXesiècle
Treffrin devient une paroisse indépendante en 1843.
A. Marteville et P. Varin, continuateurs d'Ogée, décrivent ainsi Treffrin en 1845 :

« Treffrin ; commune formée de l'ancienne trève de Plouguer-Carhaix ; aujourd'hui succursale. Principaux villages : Kerveil, Ar-Vouern, Kergouliou, Kernest, Toul-Gouet, Coat-Cliviou-Manoir, Coat-Cliviou-Dero, Kermoïzan, Kergonan. Superficie totale : 746 hectares dont (...) terres labourables 407 ha, prés et pâturages 75 ha, bois 56 ha, vergers et jardins 24 ha, landes et incultes 144 ha (...). Moulin Ar-Ros, à eau. Treffrin a un desservant qui bine avec [qui est aussi curé de] Trébrivant. Géologie : schiste argileux. On parle le breton. »

Frank Davies décrit ainsi les paysans de Treffrin vers 1854 :

« Vêtus d'un manteau de peau de bique, les membres inférieurs protégés par de la toile en forme de "bragues", spacieuses ou modelées sur les jambes, les pieds nus dans des gros sabots garnis de paille, les cheveux bouclés et longs, comme s'ils n'avaient jamais connu les ciseaux ou le peigne, tombant par derrière leurs épaules, ils présentent l'aspect véritable d'anciens Bretons. (...) Voyez-les en chasse : leur arme est un gourdin ou un épieu, s'ils ne sont pas assez riches pour avoir un fusil, et leur gibier est le loup ! Ils sont vraiment des sauvages (...). »

Frank Davies décrit une chasse aux loups, dirigée par le comte de Saint-Prix, qui se termina entre Treffrin et Glomel dans le chapitre 21, intitulé "Un loup à trois pattes", de son livre "Chasse aux loups et autres chasses en Bretagne".
Joachim Gaultier du Mottay indique en 1862 que la commune de Treffrin n'a pas d'école. 
Jérôme Le Floch, de Treffrin, reçut en 1914 un brevet de médaille commémorative pour avoir participé à la Guerre de 1870 comme soldat au 64e régiment d'infanterie de ligne.

### LeXXesiècle

#### La Belle Époque
Le journal L'Ouest-Éclair du 21 mars 1906 indique qu'une tentative d'inventaire s'est déroulée à Treffrin :

« Une tentative d'inventaire a été faite à Treffrin. Lorsque l'agent du fisc, accompagné de deux gendarmes, s'est présenté, il a trouvé l'église fermée. M. le Recteur, accompagné des membres du conseil de fabrique, a refusé d'ouvrir. Le percepteur s'est alors retiré sans vouloir entendre les protestations de M. le Recteur. Après son départ, les portes de l'église ont été ouvertes et le recteur a lu sa protestation. La bénédiction a ensuite été donnée. Il n'y a pas eu d'incident. »

Un décret du 26 avril 1910 attribue à la commune de Treffrin les biens, qui étaient placés sous séquestre, ayant appartenu à la fabrique de l'église de Treffrin, sous réserve que les revenus et produits des dits biens soient affectés au service des secours de bienfaisance.

#### La Première Guerre mondiale
Le monument aux morts de Treffrin porte les noms de 15 soldats morts pour la France pendant la Première Guerre mondiale ; parmi eux 4 sont morts en Belgique : Yves Allauret dès le 22 août 1914 à Ham-sur-Sambre et 3 (Pierre Février, Yves Le Bournot, François Piriou), tous trois soldats du 73e régiment d'infanterie territoriale, sont morts à Boesinghe le même jour le 22 avril 1915 ; tous les autres sont décédés sur le sol français.

#### L'Entre-deux-guerres
Dans la nuit du 25 au 26 janvier 1935 un violente tempête fit des dégâts à Treffrin, emportant notamment à bonne distance un hangar dans une exploitation agricole du hameau de Pennalann.
Le journal L'Ouest-Éclair du 14 juin 1937 indique que, de père en fils, la famille Calvez exploite la ferme du manoir de Penalan depuis 1834.

#### La Seconde Guerre mondiale
Le monument aux morts de Treffrin porte les noms de 5 personnes mortes pour la France pendant la Seconde Guerre mondiale ; parmi elles Jérôme Huruguen, mort de suites de ses blessures reçues sur le champ de bataille le 21 octobre 1940 à Avesnes-sur-Helpe ; Jean Menguy, résistant, décédé le 16 février 1945 au camp de concentration de Neuengamme et Trémeur Le Yoncour, prisonnier de guerre, est mort en captivité en Allemagne le 27 janvier 1945.

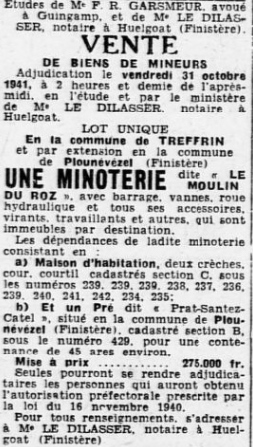
Description du moulin du Roz lors de sa mise en vente en septembre 1941.

## Politique et administration
| Période                                  | Période    | Identité                | Étiquette | Qualité                                               |
| ---------------------------------------- | ---------- | ----------------------- | --------- | ----------------------------------------------------- |
|                                          |            |                         |           |                                                       |
| 1826                                     | 1837       | François Le Manac'h     |           | Cultivateur.                                          |
| 1837                                     | 1843       | François Caillebot      |           |                                                       |
| 1843                                     | 1846       | Simon Bercot            |           |                                                       |
| 1846                                     | 1872       | François Caillebot      |           |                                                       |
| 1872                                     | 1880       | Henri Bercot            |           | Gendre de Simon Bercot, maire entre 1843 et 1846      |
| 1880                                     | 1888       | Yves Marie Caillebot    |           |                                                       |
| 1888                                     | 1894       | Jean-Marie Le Dû Parti= |           | Laboureur.                                            |
| 1894                                     | 1908       | Jean Calvez             |           |                                                       |
| 1908                                     | 1917       | Jean-Marie Manach       |           |                                                       |
| 1917                                     | après 1937 | François Treussard      | SFIO      | Conseiller général du canton de Maël-Carhaix en 1931. |
| 1945                                     | 1971       | Pierre Calvez           | SE        | Maire                                                 |
| 1971                                     | 1983       | Jean Le Gallic          |           |                                                       |
|                                          |            |                         |           |                                                       |
| 1995                                     | 2001       | Yvon Bercot             |           |                                                       |
| 2001                                     | 2014       | Marie-Renée Oget        | PS        | Députée entre 2002 et 2012                            |
| 2014                                     | En cours   | Étienne le Fer          | DVG       | Salarié agricole                                      |
| Les données manquantes sont à compléter. |            |                         |           |                                                       |

## Démographie
L'évolution du nombre d'habitants est connue à travers les recensements de la population effectués dans la commune depuis 1793. Pour les communes de moins de 10 000 habitants, une enquête de recensement portant sur toute la population est réalisée tous les cinq ans, les populations de référence des années intermédiaires étant quant à elles estimées par interpolation ou extrapolation. Pour la commune, le premier recensement exhaustif entrant dans le cadre du nouveau dispositif a été réalisé en 2007.

En 2022, la commune comptait 524 habitants, en évolution de −6,26 % par rapport à 2016 (Côtes-d'Armor : +1,78 %, France hors Mayotte : +2,11 %).
| 1793 | 1800 | 1806 | 1821 | 1831 | 1836 | 1841 | 1846 | 1851 |
| ---- | ---- | ---- | ---- | ---- | ---- | ---- | ---- | ---- |
| 169  | 252  | 220  | 271  | 285  | 281  | 270  | 302  | 300  |

| 1856 | 1861 | 1866 | 1872 | 1876 | 1881 | 1886 | 1891 | 1896 |
| ---- | ---- | ---- | ---- | ---- | ---- | ---- | ---- | ---- |
| 332  | 332  | 313  | 274  | 335  | 327  | 345  | 384  | 376  |

| 1901 | 1906 | 1911 | 1921 | 1926 | 1931 | 1936 | 1946 | 1954 |
| ---- | ---- | ---- | ---- | ---- | ---- | ---- | ---- | ---- |
| 378  | 424  | 447  | 449  | 418  | 359  | 316  | 300  | 251  |

| 1962 | 1968 | 1975 | 1982 | 1990 | 1999 | 2006 | 2007 | 2012 |
| ---- | ---- | ---- | ---- | ---- | ---- | ---- | ---- | ---- |
| 253  | 256  | 367  | 550  | 608  | 572  | 554  | 551  | 580  |

| 2017 | 2022 | - | - | - | - | - | - | - |
| ---- | ---- | - | - | - | - | - | - | - |
| 548  | 524  | - | - | - | - | - | - | - |

## Monuments

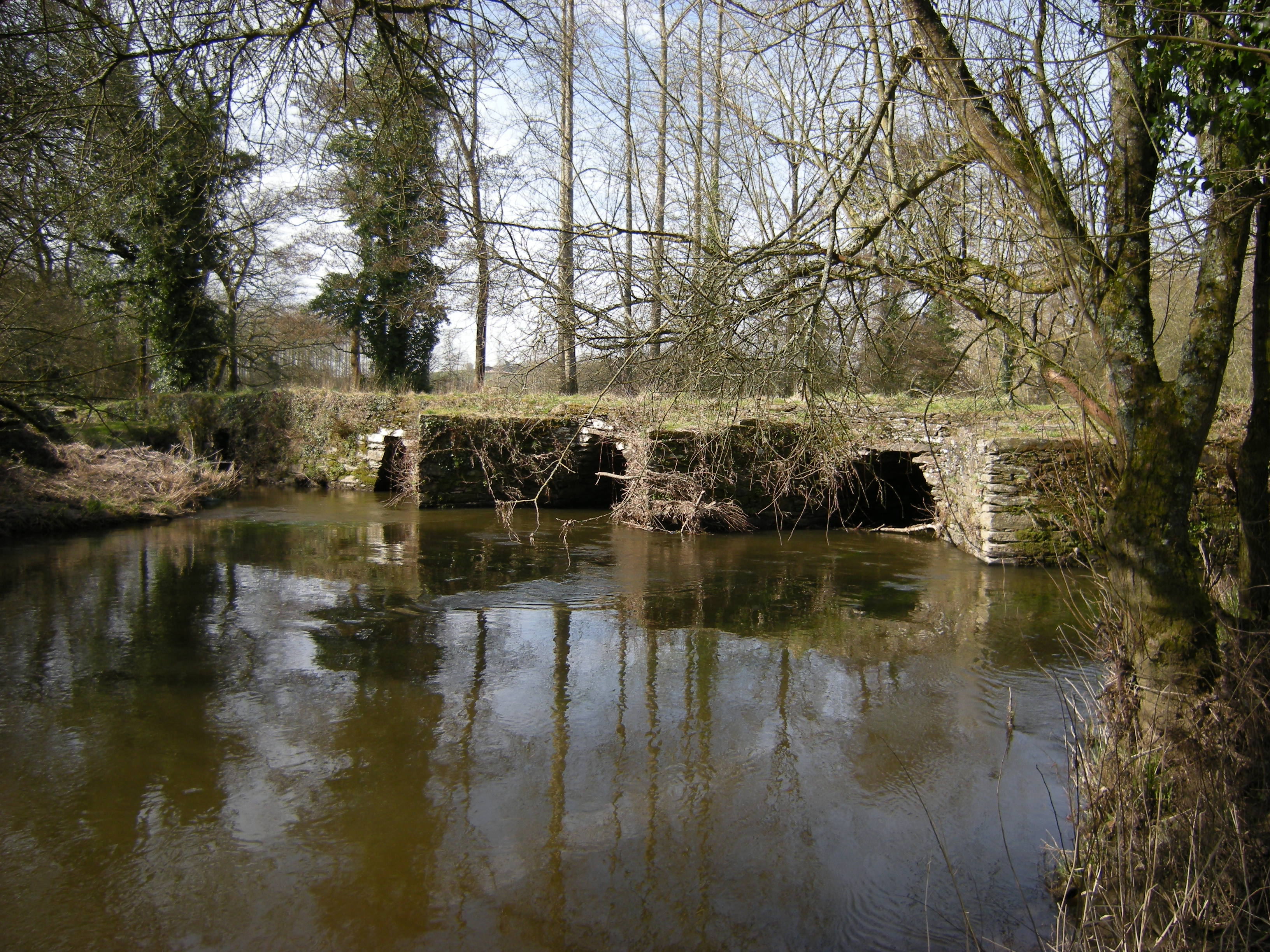
Le « pont gaulois » sur l'Hyères 1.

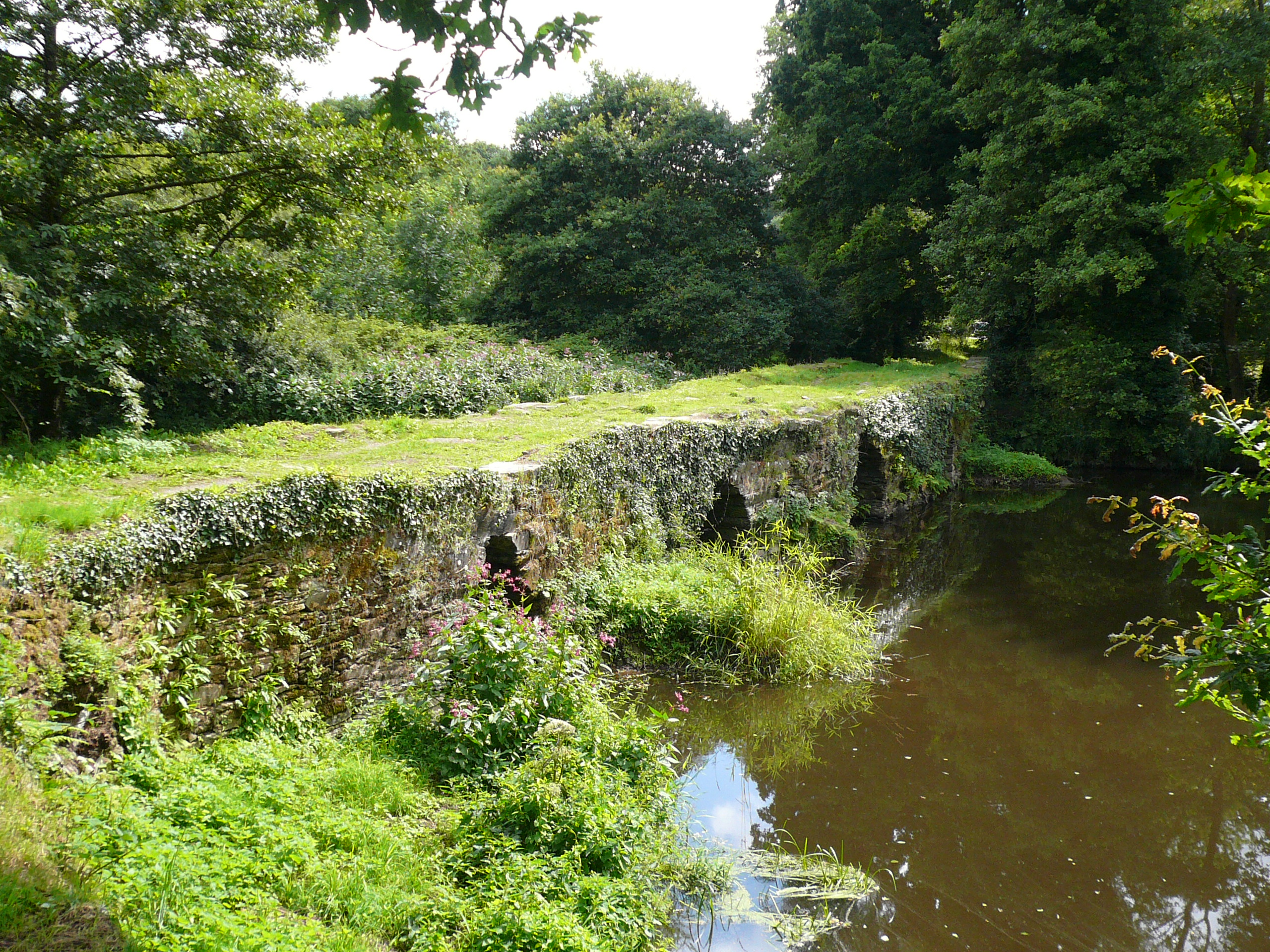
Le « pont gaulois » sur l'Hyères 2.

- Le « pont gaulois », ancien pont sur la rivière l'Hyères, daté des IIIème et VIIème siècles, est situé à la limite des communes de Treffrin, Carhaix et Plounévézel, à cheval sur les Côtes d'Armor et le Finistère. Il porte aussi le nom de Pont de Sainte-Catherine, du nom de la chapelle proche. Il est classé Monument Historique depuis le 22 juin 1964.
- L'église Saint-Louis (l'église précédente était sous le vocable de Notre-Dame), reconstruite en 1893 d'après les plans de l'architecte Ernest Le Guerranic, mais son porche, avec ses statues des Douze Apôtres, date du XVIe siècle ; il appartenait à l'ancienne église Notre-Dame et a été restauré en 1666.

L'église paroissiale
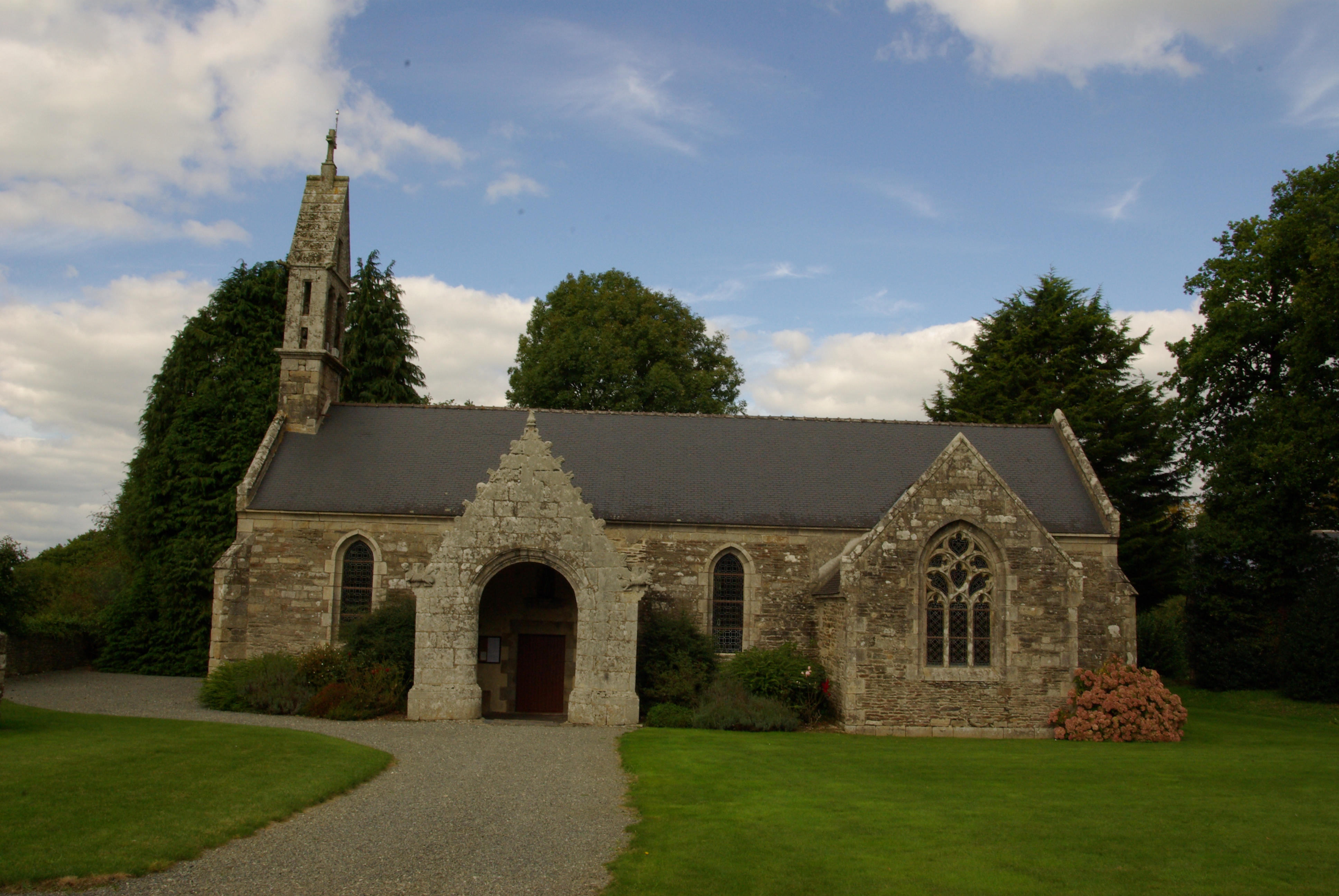
L'église Saint-Louis : vue extérieure d'ensemble.
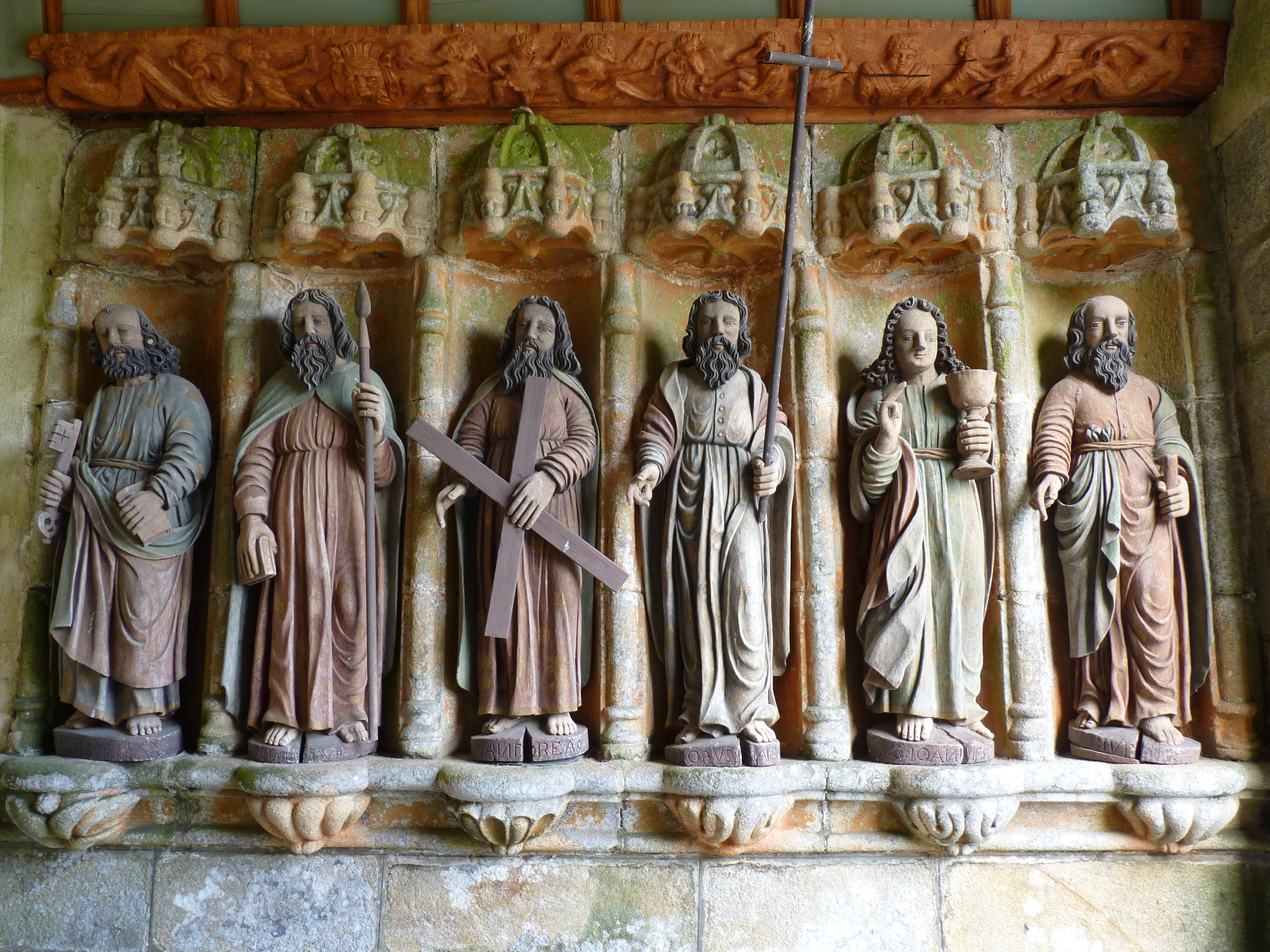
Porche de l'église Saint-Louis : 6 des 12 apôtres.
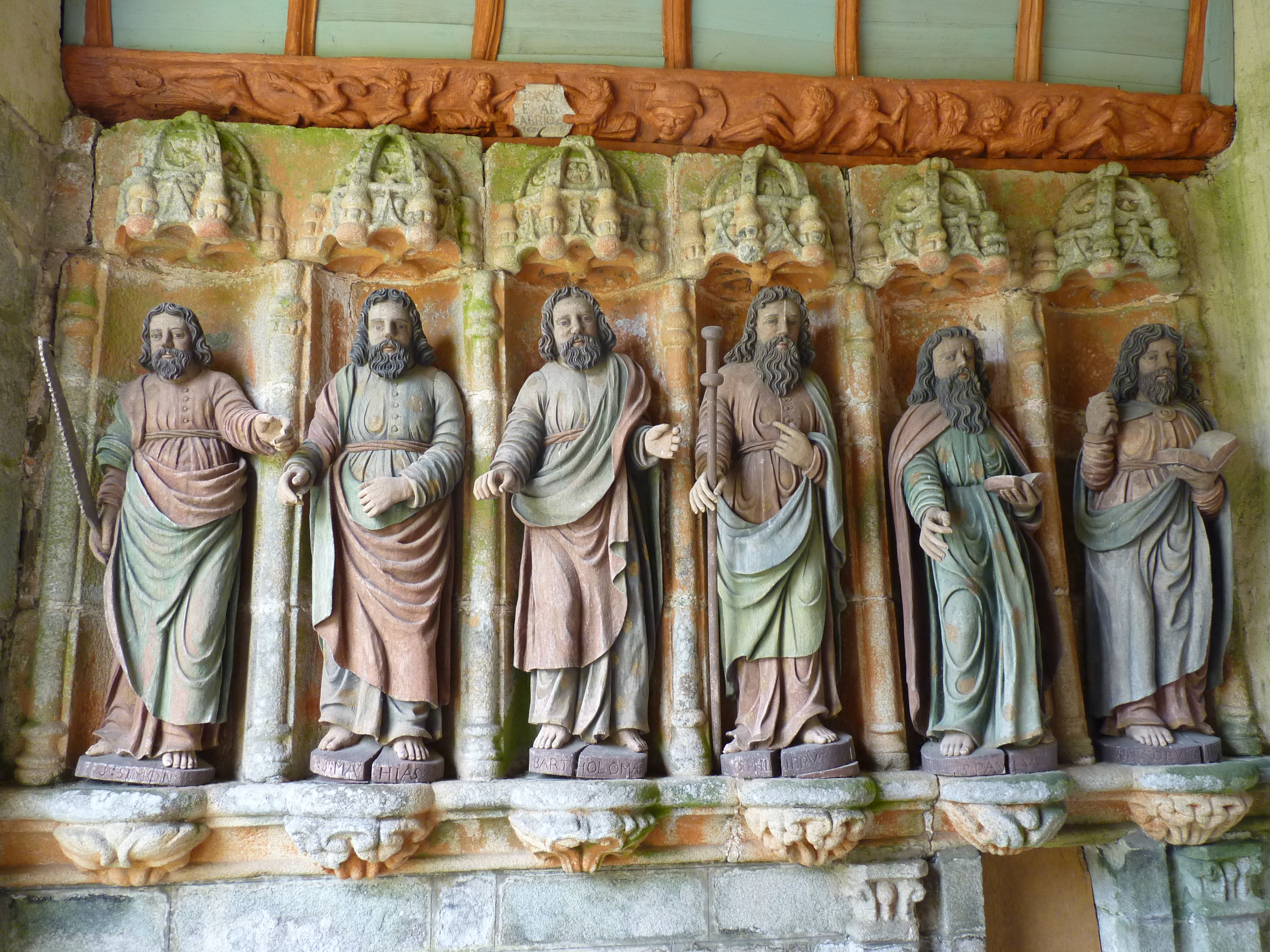
Porche de l'église Saint-Louis : les 6 autres apôtres.
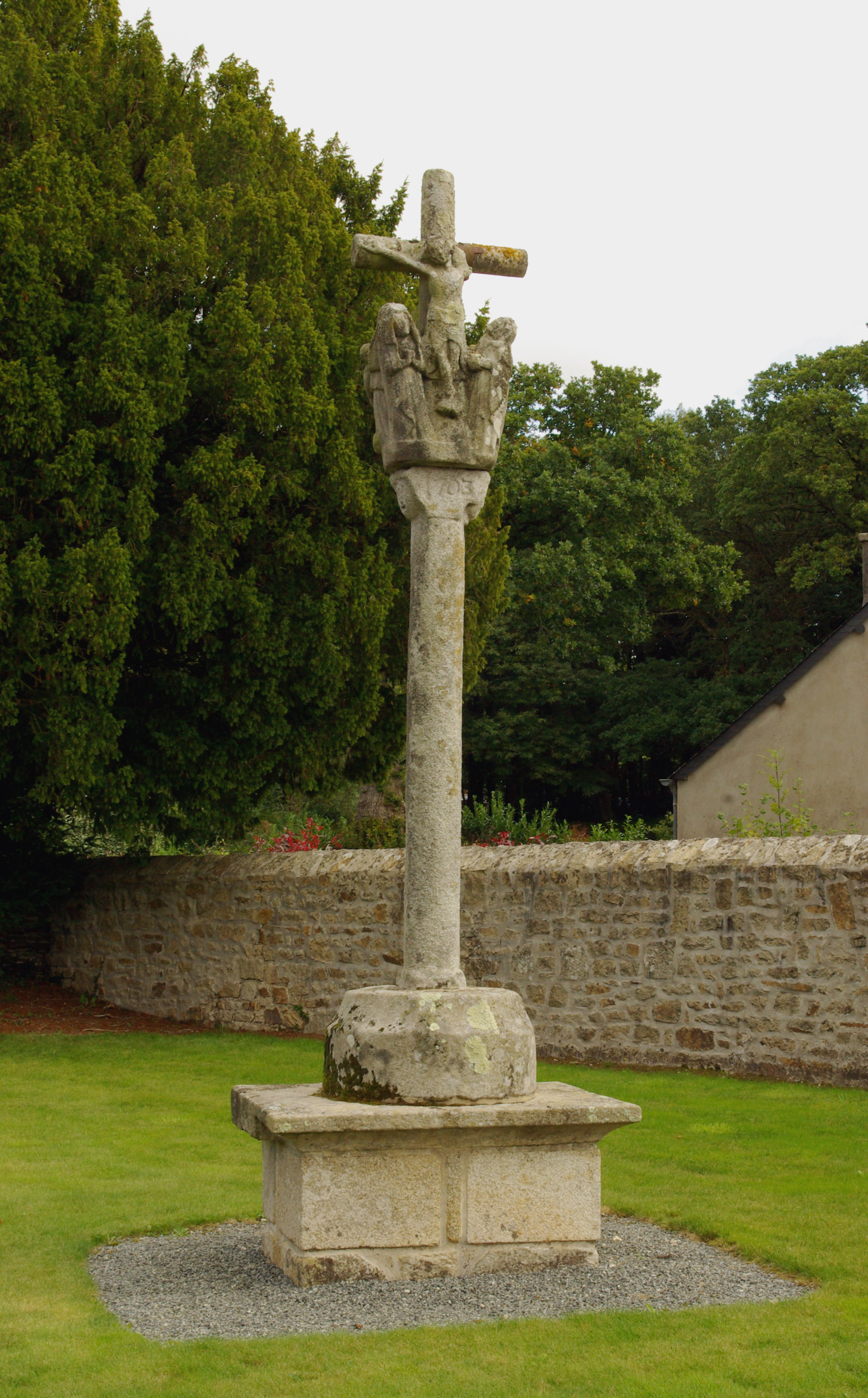
Le calvaire.

- La croix du cimetière (elle date de 1703)[47].

## Personnalités liées à la commune
- Les Sœurs Goadec et Louise Ebrel, chanteuses traditionnelles en breton, sont nées dans la commune.
- Marie-Renée Oget, députée des Côtes-d'Armor, a été maire de la commune de 2001 à 2014.